# Ба гуа джан
Ба гуа джан (още срещано като багуа, багуа джан, багуа чуан, пакуа, па куа, па гуа, па куа чуан, на пинин Bāguàzhăng) е един от трите ортодоксални „вътрешни“ стилове в китайските бойни изкуства (другите два са син и чуан и тай чи чуан). Ба гуа буквално се превежда като „осем триграми“. Тези триграми са символи описващи всички природни сили. Както са описани в древния божествен китайски ръкопис „Книгата на промените“ (И Дзин). Джан означава „длан“ и определя ба гуа джан като стил в бойните изкуства, който набляга на използването на отворената длан за сметка на стиснатия юмрук. Като бойно изкуство ба гуа джан е базирано на теорията за постоянната промяна в съответствие с настоящата ситуация като по този начин се надделява над противника с умение, а не с груба сила.

## Тун Хай Чуан
Въпреки че има няколко теории за произхода на ба гуа джан, скорошни изчерпателни проучвания на учените занимаващи се с бойни изкуства са довели до заключението, че без съмнение ба гуа е творение на един човек, Тун Хай Чуан. Тун е роден в областта Вен Ан в провинция Хъбей около 1813 година. В младините си Тун практикувал местна форма на бойно изкуство (която се основавала основно на използването на техники с отворена длан) и си спечелил славата на изкусен боец. На около 40-годишна възраст Тун напуснал дома си и се запътил на юг. При някое от тези пътувания Тун станал член на чуан зен (пълна истина) – форма на таоизма. Таоистите от този клан практикували метод на вървене в кръг, рецитирайки определени мантри, като средство за постигане на просветление. Целта на тази практика била да успокои ума и така да съсредоточи вниманието като стъпка към просветлението. По-късно Тун комбинирал техниката на ходене в кръг и работата с тялото научени от таоистите с бойните изкуства, които усвоил в младостта си и така създал ново бойно изкуство, което по-късно станало известно като ба гуа джан, базирано на подвижността и възможността да се прилагат техники по време на постоянно движение (техника неизвестна дотогава в историята на китайските бойни изкуства). Ба гуа джан не е просто набор от форми и техники, а по скоро изкуство, базирано на база обединяващи принципи.
Тун Хай Чуан първоначално нарекъл своето изкуство „Зуан джан“ (обръщаща се длан). По-късно Тун започнал да говори за изкуството си като част от теорията на Осемте триграми (Ба гуа) изложена в „Книгата на промените“ (И Дзин). Когато Тун започнал да преподава своето зуан джан в Бейин, той приемал за ученици само такива, които са завършили обучението си в други бойни изкуства.

## Ученици на Тун Хай Чуан
Тун Хай Чуан обучавал само признати майстори на бойните изкуства, той не приемал начинаещи. Тренировката била устроена така, че да позволява на учениците му (вече майстори в други бойни изкуства) да преобразят своите първоначални стилове в съответствие с принципите на ба гуа джан. Поради разнообразното минало на първите ученици на Тун стиловете на ба гуа произлезли от тях може до голяма степен да се различават във формите и техниките си, но въпреки това те всички са стилове на ба гуа джан, тъй като те остават верни на лежащите в основата принципи на използване на тялото и приложение, които правят стила на ба гуа джан уникален. В него винаги ще има място за творчество. Но докато едно движение или техника остават верни на фундаменталните принципи на ба гуа джан, то е ба гуа джан.
Повечето от стиловете в ба гуа джан съществуващи днес могат да бъдат проследени до един от няколкото първи ученици на Тун Хай Чуан. Трима от тези ученици имат най-голям принос за разпространението на ба гуа. Един от най-прочутите ученици на Тун е човек на име Ин Фу. Ин се изучавал при Тун повече от всеки друг и е бил един от най-уважаваните бойци в страната за своето време (той бил личният бодигард на императрицата-вдовица, най-престижната длъжност за боец в цялата страна). Ин Фу бил майстор на лу хан чуан – „външен“ стил от северен Китай – преди да започне дългото си обучение при Тун. Друг много добър ученик на Тун бил Чен Тин Хуа, първоначално майстор на шуай жиао (китайска борба). Чен обучавал много голям брой ученици и вариациите на неговия стил са много. Трети ученик на Тун, който създал свой собствен вариант на ба гуа бил Лиан Зен Пу. Лиан бил най-младият ученик на Тун и бил повлиян до голяма степен от другите му ученици. Въпреки че ба гуа джан е сравнително нов стил в бойните изкуства, той станал популярен в Китай още по времето на своите създатели главно поради ефективността си в битка и високия престиж постигнат от практикуващите го.
Всеки от учениците не Тун Хай Чуан развил свой собствен стил на ба гуа джан, основавайки се на своето минало и предишната си практика в бойните изкуства. Всеки стил имал свои специфични форми и техники. По същество всичките различни стилове се придържали към основните принципи на ба гуа джан и в същото време запазвали индивидуалността си. Корените на повечето от стиловете съществуващи в днешно време могат да се проследят до Ин Фу, Чен Тин Хуа и Лиан Зен Лу.

## Особености
Основното във всички разновидности на ба гуа джан и това което ги обединява е ходенето в кръг. Практикуващият върви в кръг докато горната част на тялото му е в някаква статична поза или изпълнява „промените“ (кратки комбинации от движения или „форми“, които тренират гъвкавостта на тялото и методите за генериране на енергия, които лежат в основата на бойните техники на стила).
Освен основните методи споменати по-горе, повечето от стиловете на ба гуа джан включват различни форми с двама души и упражнения като стъпка между формите с един човек и практикуването на бойни техники. Въпреки че в ба гуа джан има много и различни форми, те всички остават верни на гореспоменатите принципи на подвижност и умело прилагане на сила. Много от стиловете включват също така и използването на оръжия, вариращи от стандартния тип оръжия (прав меч, широк меч, копие) до по екзотични оръжия, използвани често от практикуващите ба гуа джан.
Стиловете на Ин Фу включвали голям набор ударни техники и комбинации с бързи удари (за Ин Фу се казвало че се „биел като тигър“, приближавал се към противника и го събарял на земята внезапно като тигър, който се нахвърля върху плячката си). Формите съдържат множество експлозивни движения и много бързи настъпателни движения с краката.
Стиловете на Чен Тин Хуа включват промени с дланите, които се изпълняват с плавни преливащи се движения, с малко използване на открита сила (по движенията си Чен Тин Хуа бил оприличен на дракон извиващ се в облаците, говорело се че всеки път когато той извиел тялото си, опонентът му изхвърчал настрани).
Стилът на Лиан Зен Пу може да бъде разглеждан като комбинация от стиловете на Ин Фу и Чен Тин Хуа. Ученикът на Лиан Ли Зи Мин популяризирал този стил.
Основното, върху което се съсредоточават всички бойни изкуства, е боят. И тъй като при бой човек може да прави най-различни движения (да удря, да рита, да бута, да дърпа, и т.н.) какво всъщност разграничава едн стил от друг? Съвкупност от техники не правят стил, нито наподобяването на движенията на животно, буболечка или дори друг човек съставляват стил в бойните изкуства. Според последните анализи един стил в бойните изкуства е ясен и различим като свързана система, поради това че спазва набор от определени принципи.
Всички стилове са базирани на набор от фундаментални принципи и всяко движение, техника и стратегия използвана или създадена трябва да бъде подчинена на принципите на съответния стил. Тези принципи определят природата на стила в две основни области, а именно използване на тялото и приложение. Принципите на стила определят как да се изпълняват нещата. Например принципите на един стил могат да гласят мускулите да бъдат напрегнати по време на удар, когато изстрелваме ръката, докато други изискват пълна релаксация докато движим ръката. И в двата случая практикуващите удрят, но има качествена разлика в използването на тялото.
Точно както принципите на използване на тялото определят физиката на практикуващия ги и специфичните методи на движение и събиране на сила, принципите на приложението определят базата от техники, а също и бойните стратегии на определен стил. В еволюцията на бойните изкуства стиловете почти винаги са били създадени по този начин: ученик по един или няколко стила на някакво бойно изкуство попада на нов принцип или създава уникална система от принципи, базирани на неговото минало, опит и лични наклонности. Резултатът е нов стил бойно изкуство. То е ново не защото създателят вложил няколко нови техники в съществуващ вече стил, а по-скоро защото той е променил всичко, което е правел преди да се съчетае с новооткритите принципи на използване на тялото и тяхното приложение.